# 17th Regiment of Light Dragoons (1759–1763)
Das 17th Regiment of (Light) Dragoons war ein Kavallerieregiment der britischen Armee, das von 1759 bis 1763 bestand.

## Geschichte
Das Regiment wurde während des Siebenjährigen Krieges am 10. Oktober 1759 in Schottland aufgestellt. Das Regiment bestand aus zwei Troops und trug scharlachrote Uniformen mit gelben Aufschlägen. Colonel of the Regiment war der am 7. November 1759 ernannte Sholto Douglas, Lord Aberdour, der 1768 15. Earl of Morton wurde. Nach dem Frieden von Paris wurde das Regiment am 18. Februar 1763 aufgelöst.